# 1944年中国
| 中国历史 / 中国历史年表                                                                                                   |
| 世紀： 19世纪中国 / 20世纪中国 / 21世纪中国                                                                               |
| 年代： 1910年代中国 / 1920年代中国 / 1930年代中国 / 1940年代中国 / 1950年代中国大陆 / 1960年代中国大陆 / 1970年代中国大陆 |
| 年份： 1940年中国 / 1941年中国 / 1942年中国 / 1943年中国 / 1944年中国 / 1945年中国 / 1946年中国 / 1947年中国 / 1948年中国 |
| 纪年： 甲申年（猴年）、中华民国33年                                                                                       |

## 大事記

### 1月
- 1月1日——國民政府頒布授勳令：給予孔祥熙、孫科、居正、戴傳賢、于右任、王寵惠、何應欽、宋慶齡一等卿雲勳章，給予張人杰、鄒魯、馮玉祥、閻錫山、張繼、熊克武、柏文蔚、李烈鈞、葉楚傖、覃振、朱家驊、劉尚清、鈕永建、李文範、王伯群、單嘉、馬麟、沙克都爾札布、胡毅生、劉哲、麥斯武德、宋子文、陳果夫、許世英、周鍾嶽、吳忠信、翁文灝、陳樹哲、陳立夫、陳大齊、賈景德、林雲陔、魏懷、張嘉璈、熊式輝、蔣廷黻、商震、陳布雷、張伯苓、莫德惠、王世杰、邵力子、張群、龍雲、陳誠、薛岳、吳鼎昌、顧維鈞、魏道明、傅秉常一等景星勳章；公布宋美齡、何應欽、程潛、白崇禧、陳紹寬、徐永昌、俞飛鵬各受青天白日勳章，何成濬、劉峙、商震、錢大鈞各受一等雲麾勳章[1]:7299-7300。
- 1月5日——軍事委員會任命郭懺為第六戰區副司令長官，吳劍平為第八軍副軍長，謝輔三為暫編第四軍軍長、張信成為副軍長[1]:7305。
- 1月8日——軍事委員會任命彭位仁兼第七十三軍軍長，張言傳為第八十六軍副軍長[1]:7307。
- 1月9日——軍事委員會任命陳大慶為第十九集團軍代總司令[1]:7307。
- 1月11日——軍事委員會任命劉位三為第五十九軍軍長[1]:7309。
- 1月12日——國民政府明令授勳：吳敬恒、丁惟汾、李石曾各給一等卿雲勳章；熊秉坤、吳鐵城各給一等景星勳章[1]:7310。
- 1月16日——軍事委員會任命陳沛為第三十二集團軍副總司令[1]:7313。
- 1月18日——軍事委員會任命史澤波為第十九軍軍長，董其武為第三十五軍軍長，劉賜熙為第三十九軍副軍長，袁慶榮為騎兵第四軍軍長[1]:7314。
- 1月23日——國民政府明令是日為中國婦女節[1]:7317。

### 2月
- 2月2日——國民政府明令追贈陳調元為陸軍一級上將[1]:7325。
- 2月3日——軍事委員會任命蔣當詡為第十二軍副軍長，李倫為第四十七軍副軍長，王毓文為第八十五軍副軍長[1]:7326。
- 2月9日——國民政府明令陸軍中將、上將銜薛岳晉升陸軍上將，敍第二級[1]:7331。
- 2月11日——軍事委員會任命趙壽山為第三集團軍總司令，張耀明為第三十八軍軍長[1]:7335。
- 2月12日——軍事委員會任命黃杰為第十一集團軍副總司令，梁華盛為第二十集團軍副總司令[1]:7335。
- 2月25日——軍事委員會任命王耀武為第二十四集團軍總司令、彭位仁為副總司令，沈發藻為暫第二軍軍長[1]:7343。
- 2月29日——軍事委員會任命賴汝雄為第七十八軍軍長[1]:7346。

### 3月
- 3月4日——軍事委員會任命施中誠為第七十四軍軍長，李天霞為第一〇〇軍軍長[1]:7351。
- 3月6日——軍事委員會任命王纘緒為第九戰區副司令長官，傅仲芳為第二十四集團軍副總司令，廖震為第三十集團軍副總司令；中國國民黨中央常務委員會決議以3月29日為「青年節」[1]:7353。
- 3月25日——行政院正式核定9月1日為記者節[1]:7369。

### 4月
- 4月14日——國民政給予沈宗濂三等景星勳章，4月15日沈赴拉薩任蒙藏委會駐藏辦事處處長職[1]:7384。
- 4月15日——軍事委員會任命周體仁為第三十四集團軍副總司令，李世龍為第三軍軍長[1]:7385。
- 4月18日——日軍大舉進攻河南，豫中會戰開始[1]:7387。
- 4月20日——日軍攻陷鄭州；軍事委員會任命丁德隆為第三十七集團軍總司令，劉安祺為第五十七軍軍長[1]:7389-7390。
- 4月29日——軍事委員會任命施北衡為第十一集團軍副總司令，方天為第二十集團軍副總司令[1]:7398。

### 5月
- 5月1日——軍事委員會任命劉祖舜為第十四集團軍副總司令，鄭洞國為駐印軍指揮部副總指揮，孫立人為新編第一軍軍長，廖耀湘為新編第六軍軍長；日軍攻陷許昌[1]:7401。
- 5月8日——軍事委員會任命張耀明為第四集團軍副總司令，唐永良為第三十二軍軍長[1]:7408。
- 5月9日——三民主義學會在重慶成立，名譽理事長蔣介石在成立大會上勖勉該會以「信」、「解」、「行」、「證」之精神；國軍第二十集團軍奉命下達反攻怒江之作戰命令，要求攻擊軍及防守軍之加強團一律於5月11日開始渡河攻擊[1]:7409-7410。
- 5月11日——雲南西部中國遠征軍發起反攻怒江作戰[1]:7412。
- 5月19日——軍事委員會任命何紹周為第九集團軍副總司令[1]:7419。
- 5月20日——豫中戰場攻陷陝縣日軍包圍國軍第三十六集團軍總部，第三十六集團軍總司令李家鈺中彈殉職[1]:7421。
- 5月25日——日軍攻陷洛陽，豫中會戰結束[1]:7428。
- 5月27日——日軍分三路大舉南下，向長沙方面進攻，長衡會戰開始[1]:7429。
- 5月31日——蔣介石下達長衡會戰計劃[1]:7432。

### 6月
- 6月1日——全國行政會議閉幕，蔣介石致閉幕詞，強調抗戰期間最重要者為實行全國總動員，會議通過各項提案70餘件[1]:7434。
- 6月3日——軍事委員會任命趙錫田為第一〇〇軍副軍長[1]:7436。
- 6月5日——軍事委員會任命陳金城為第九軍軍長，張弛為第六十四軍軍長[1]:7438。
- 6月6日——軍事委員會任命劉戡為第三十六集團軍總司令[1]:7439。
- 6月14日——日軍攻陷瀏陽[1]:7446。
- 6月18日——日軍攻陷長沙[1]:7450。
- 6月20日——軍事委員會任命陳大慶為第十九集團軍總司令[1]:7452。
- 6月26日——湖南戰場日軍將衡陽國軍第十軍包圍，並轉入攻勢[1]:7458。
- 6月30日——美國陸軍部決定晉升史迪威為上將，並贊揚他克服種種困難，在緬旨組建一支中國部隊有戰鬥力[1]:7463。

### 7月
- 7月3日——軍事委員會特派陳誠為第一戰區司令長官及兼任冀察戰區總司令[1]:7465。
- 7月10日——軍事委員會任命第二十八集團軍副總司令孫元良兼第二十九軍軍長，張文心任八十五軍副軍長[1]:7474。
- 7月20日——軍事委員會任命郭寄嶠為第一戰區副司令長官，衛立煌為中國遠征軍司令長官，張雪中為四集團軍副總司令，劉祖舜為第二十六集團軍副總司令，魯應祿為第三十三軍副軍長，闕漢騫為第五十四軍軍長，陳表農為第九十七軍軍長，撤銷劉恩茂第十四集團軍總司令職務[1]:7480。
- 7月25日——國民政府特派潘公展為中央圖書雜誌審查委員會主任委員[1]:7485。
- 7月27日——軍事委員會任命第二十七集團軍副總司令歐震兼任第四軍軍長[1]:7486。
- 7月29日——軍事委員會任命李興中為第四集團軍副總司令[1]:7487。
- 7月31日——國民政府授予何鍵一等雲麾勳章[1]:7488。

### 8月
- 8月1日——美國總統羅斯福晉升史迪威中將為上將，8月2日蔣介石致電祝賀史迪威[1]:7490。
- 8月3日——國民政晉給孫連仲一等雲麾勳章，薛岳一等寶鼎勳章，郭懺青天白日勳章，王敬久、周碞二等雲麾勳章，馮治安、王耀武二等寶鼎勳章[1]:7491。
- 8月5日——中國駐印軍與美軍攻占緬密支那[1]:7492。
- 8月8日——日軍攻陷衡陽，長衡會戰結束，衡陽國軍守47天傷亡共1.5萬餘人，日軍死傷1.938萬人[1]:7494。
- 8月9日——軍事委員會以第一戰區副司令長官胡宗南在豫中會戰中指揮失利，予以撤職[1]:7495。
- 8月11日——國民政府授予何應欽一等景星勳章，程澤潤二等景星勳章[1]:7496。
- 8月13日——軍事委會任命胡璉為第十八軍軍長，羅廣文為第八十七軍軍長[1]:7497。
- 8月14日——是日為空軍節，國民政府授予周至柔、張廷孟、王叔銘、毛邦初、高又新青天白日勳章[1]:7498。
- 8月24日——軍事委員會制定桂柳會戰各戰區作戰指導要綱[1]:7504。
- 8月29日——國民政府明令裁撤新疆省邊防督辦公署，盛世才調任農林部部長，吳忠信為新疆省政府主席，未到職前派朱紹良暫行兼辦；軍事委員會任命宋瑞珂為第六十六軍軍長，方靖為第九十七軍軍長[1]:7508。

### 9月
- 9月4日——軍事委員會任命高樹勳為冀察戰區代總司令[1]:7514。
- 9月8日——滇西中國遠征軍攻克松山，松山戰役結束[1]:7517。
- 9月12日——國民政府派羅良鑒代理蒙藏委員會委員長；日軍攻陷廉江，桂柳會戰開始[1]:7522。
- 9月14日——滇西中國遠征軍克服騰沖；軍事委員會任命王毓文為暫編第一軍軍長[1]:7524。
- 9月20日——軍事委員會任命孫蔚如為第一戰區副司令長官[1]:7533。
- 9月22日——于斌在梵蒂岡天主教皇，被任為教廷行政官[1]:7535。

### 10月
- 10月3日——國民政府晉予第二戰區副司令長官楊愛源一等雲麾勳章[1]:7545。
- 10月7日——軍事委員會任命李玉堂為第十軍軍長[1]:7548。
- 10月10日——日軍攻陷桂林[2]:143。
- 10月18日——美國總統羅斯福致電蔣介石，決定正式宣布召回史迪威[1]:7558。
- 10月21日——史迪威飛離重慶：美國政府任命赫爾利代替高思為駐華大使，任命魏德邁代替史迪威為美軍中國戰區司令兼盟軍中國戰區總司令蔣介石之參謀長[1]:7561。
- 10月23日——軍事委員會任命傅立平為暫編第九軍軍長[1]:7562。

### 11月
- 11月1日——國民政府任命吳忠信兼新疆省保安司令[1]:7569。
- 11月9日——軍事委員會任命魯崇義為第三十軍軍長[1]:7580。
- 11月10日——日軍攻陷桂林[1]:7583。
- 11月11日——日軍攻陷柳州，桂柳會戰結束[1]:7584。
- 11月16日——兵役部及戰時生產局正式成立[1]:7589。
- 11月23日——軍事委員會任命張雪中為第三十一集團軍副總司令，裴昌會為第四集團軍副總司令[1]:7596。
- 11月24日——日軍攻陷南寧[1]:7597。

### 12月
- 12月4日——國防最高委員會決議：國民政府主席兼行政院院長蔣介石「事務繁冗，不能兼理院務」，由宋子文代理行政院院長，仍兼外交部部長[1]:7605。
- 12月13日——軍事委員會任命李漢章為暫編第五軍軍長[1]:7611。
- 12月19日——行政院議決定鹽政司、鹽務局合併改組為鹽政局[1]:7615。同日，鸭绿江口发生6.8级地震[3]。
- 12月26日——軍事委員會任命陳武為第九十七軍軍長[1]:7619。
- 12月27日——軍事委員會任命李玉堂為三十六集團軍總司令，方先覺為副總司令兼第十軍軍長[1]:7619。